# 皮德里日扎
51°10′55″N 25°16′45″E / 51.18194°N 25.27917°E
皮德里日扎（烏克蘭語：Підріжжя），是烏克蘭的村落，位於該國西部沃倫州，由科韋利區負責管轄，始建於1542年，面積3.36平方公里，海拔高度171米，2001年人口733，人口密度每平方公里218.15人。